# Харцгероде
Харцгероде (на немски: Harzgerode) е град в Саксония-Анхалт, Германия, с 8068 жители (2015).
Харцгероде е споменат за пръв път в документ през 994 г. като Hazacanroth. Създава се във връзка с бенедиктинския манастир Хагенроде. През 1338 г. правата му на град са отново възстановени.